# 通信トラヒック工学
通信トラフィック工学（つうしんトラフィックこうがく、英語：teletraffic engineering）は、通信トラフィックの効率的な処理のための設備設計・運用などをあつかう工学である。

## 経路選択
- 静的経路選択：時間帯や通信トラフィックの量・内容にかかわらず同じ優先順位で経路選択を行うもので、制御は単純であるが通信トラフィックの内容の変化に対応しにくい。
- 動的経路選択：時間帯や通信トラフィックの量・内容の変化に伴って優先順位を変化させて経路選択を行うもので、制御は複雑になるが通信トラフィックの内容の変化に対応して伝送路を有効に活用できる。

## 輻輳処理
経路選択で対応できないほどの通信集中時に、優先通信用の帯域の確保するため、優先順位の低い通信の制限を行うことである。
電気通信事業法では、「災害の予防若しくは救援、交通、通信若しくは電力の供給又は秩序の維持のために必要な事項を内容とする通信を優先的に取り扱わなければならない」と定められている。